# Krakkó közlekedése
Krakkó közlekedése a városi körgyűrűk, az autóutak, a légi és vasúti közlekedés, valamint a helyi tömegközlekedés (villamosok, autóbuszok, gyorsvillamosok és kocsiparkok) történetét és infrastruktúráját jelenti.

## Körgyűrűk

Krakkó körgyűrűi

Krakkóban 4 körgyűrű van (egyikük az autópálya körgyűrűje):
- I – ez körülveszi az Óvárost elhaladva a Planty mentén (A Plantyt a városfalak lerombolása után alakították ki 1822-től. Az Óvárosba a behajtásra csak az ott lakó lakosok, a városi szolgálat és a boltokba beszállító járművek jogosultak.)
- II – körülveszi az Óváros nagy részét, a régi Podgórzét és Grzegórzki egy részét. Legjellegzetesebb szakasza az Aleja Trzech Wieszczów (Három Bárd Útja, azaz a Słowacki, a Mickiewicz és a Krasiński út). Ez a legfontosabb közlekedési út a város központjában. Egyben az egyetlen teljesen zárt körgyűrű. Kétsávos úttestekből áll, gyakran pótsávval a tömegközlekedési eszközök számára. A Visztulától északra lévő szakasz nagy része a Krakkói Erődrendszer régi erődítési vonalán alakult meg.
- III – a tervezett 30 km hossznak eddig csak a felét építették meg. A szakasz Krakkó északi részén van, háromsávos úttestekből áll.
- IV – autópálya-körgyűrű: nagy részét az A4 autópálya képezi. A tervezett 60 km-ből 30 már létezik. A város nyugati határánál kétsávos az autópálya, a déli határánál három.

## Országutak

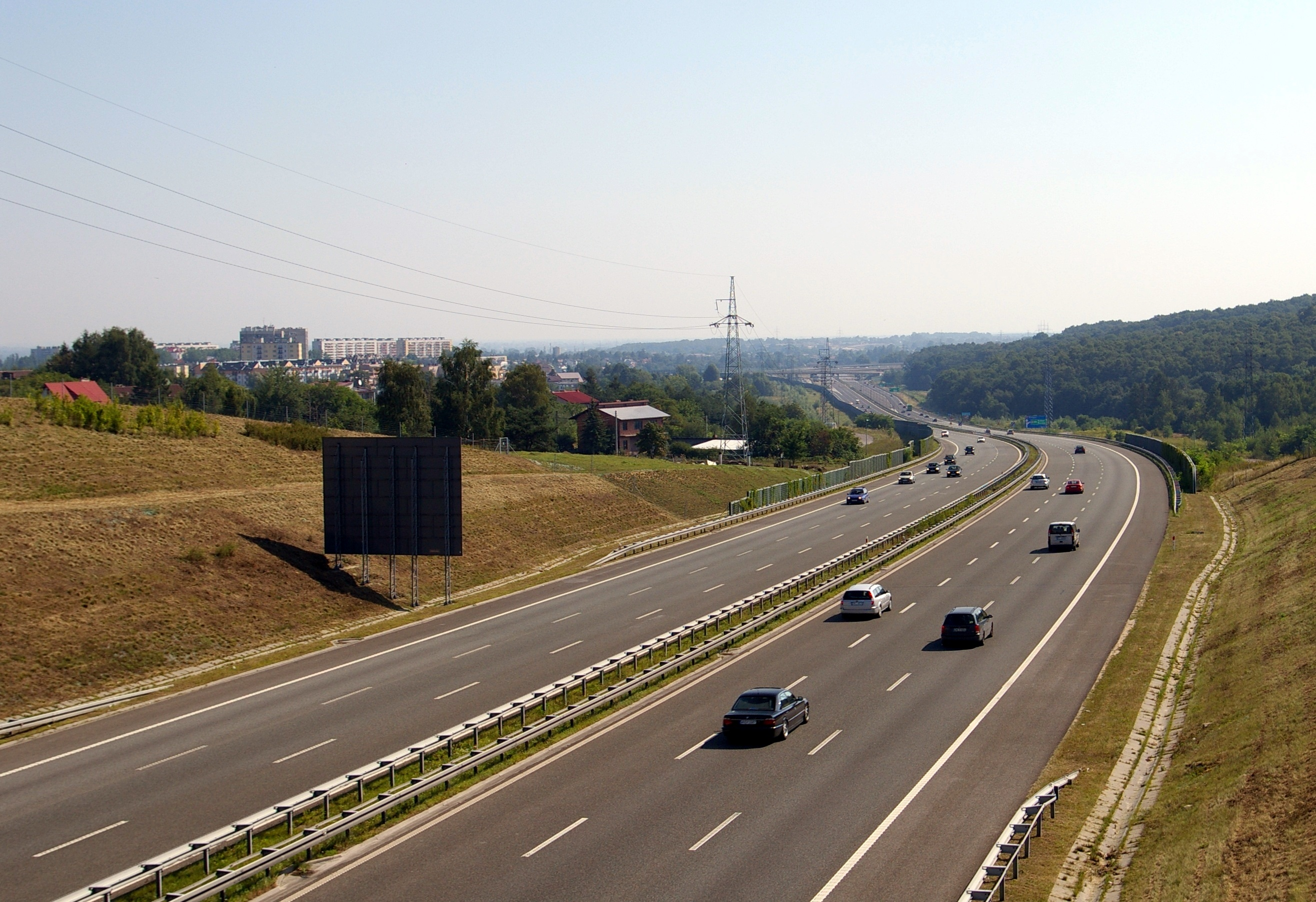
A4 autópálya Krakkóban

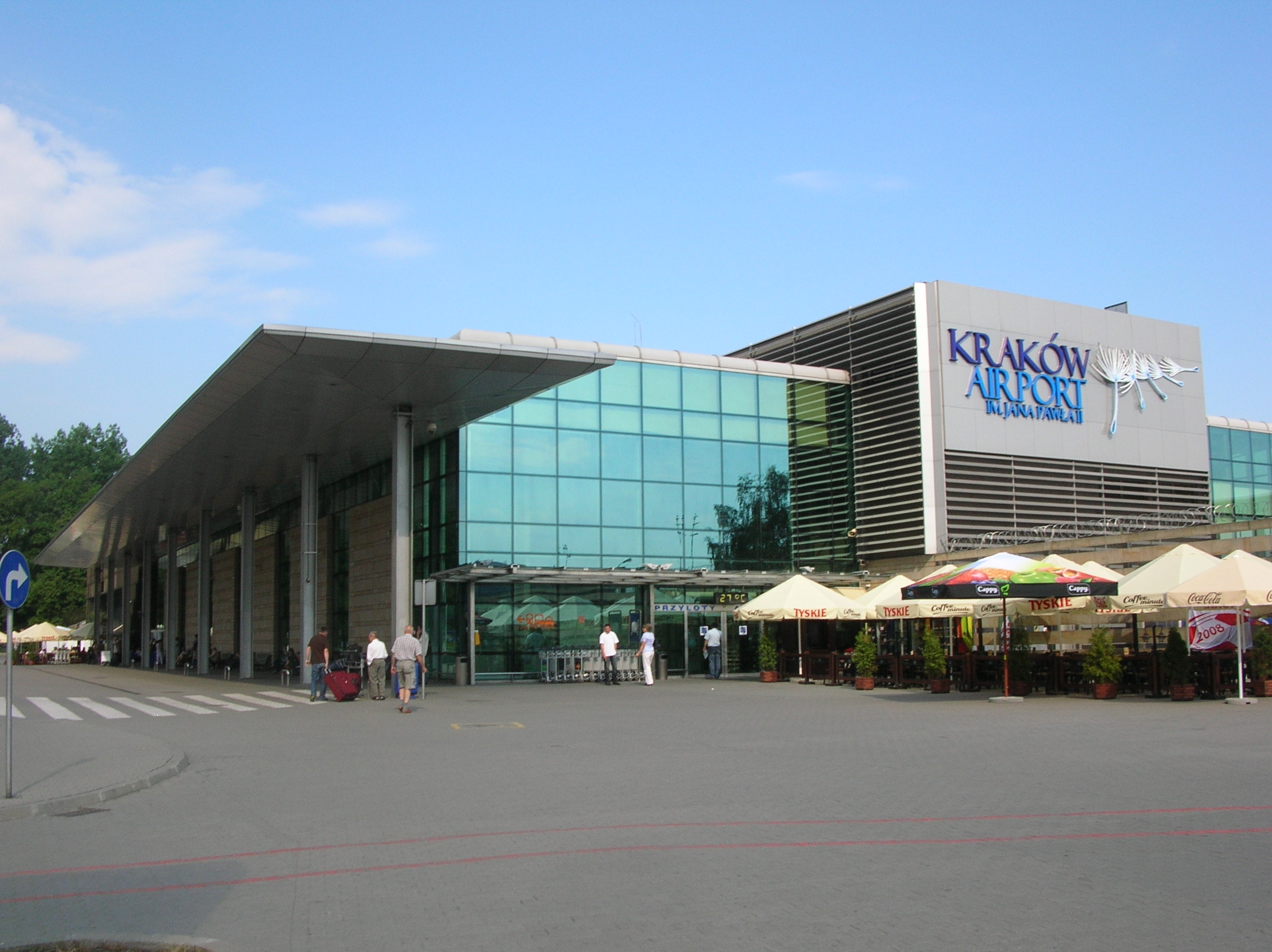
II. János Pál repülőtér

A Krakkón keresztül haladó országutak számozásukkal együtt:
- 4 : Zgorzelec (német határ)–Wrocław–Krakkó–Korczowa (ukrán határ), a nemzetközi E40 része, a német határtól Niepołomiceig (Krakkótól kb. 10 km keletre) autópálya
- 7 : Gdańsk–Varsó–Krakkó–Chizsne (szlovák határ), a nemzetközi E77 része
- 44 : Krakkó–Oświęcim–Zabrze (Felső Szilézia)
- 75 : Nowa Huta–Bochnia–Újszandec–Krynica
- 79 : Katowice–Krakkó–Sandomierz–Varsó
- 94 : Krakkó–Dąbrowa–Górnicza–Bytom–Opole–Brzeg–Wrocław–Legnica–Zgorzelec, ingyenes alternatívája az A4 autópályának, valaha ez volt a nemzetközi E40 része

## Hidak
A Krakkót kettészelő Visztula felett jelenleg 11 közúti, és 3 vasúti híd található. A hidak elősegítik a Visztula által nagyjából két egyforma nagyságú területre kettéosztott Krakkó északi és déli városrészei közötti kapcsolatot. A nagyobb hidak mellett a Krakkó területén a Visztulába torkolló kisebb folyókon számos egyéb híd van. Ilyen folyók a Rudawa, a Wilga vagy a Prądnik is.

## Légi közlekedés
A Krakkó II. János Pál repülőtér a városon kívül fekszik, a nyugati határán, Balice falu körzetében. 2007-ben kapta a II. János Pál nevet. Ez a második legforgalmasabb lengyel repülőtér, mely 2007-ben több mint 3 millió utast szolgált ki. Egy 2550 m hosszú kifutópályája, két csarnoka van. 60 várossal van légi kapcsolata. A repülőtér és a vasúti főpályaudvar között motorvonatok járnak („Balice Expresz”).

## Vasúti közlekedés

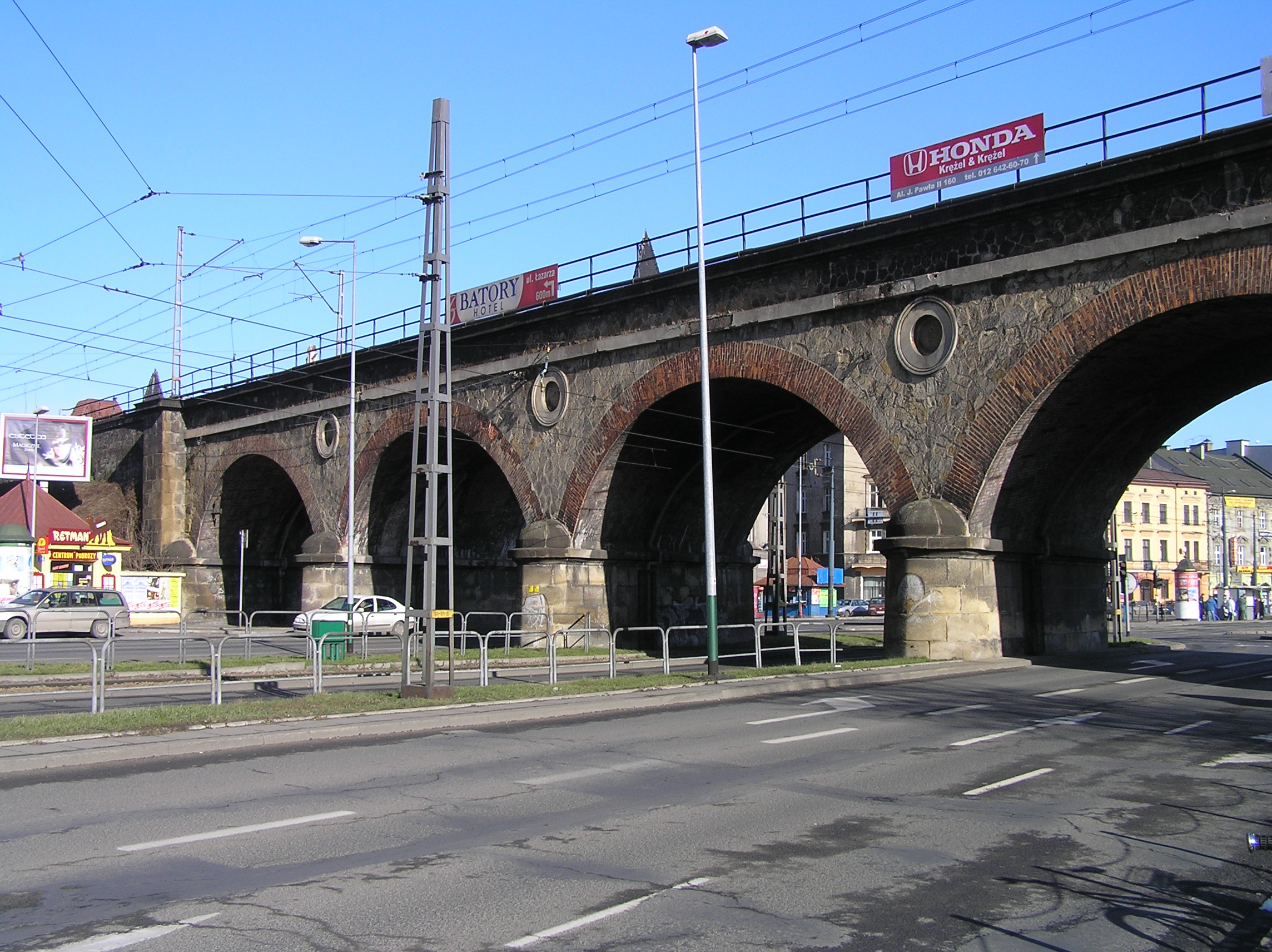
Grzegórzki vasúti viadukt

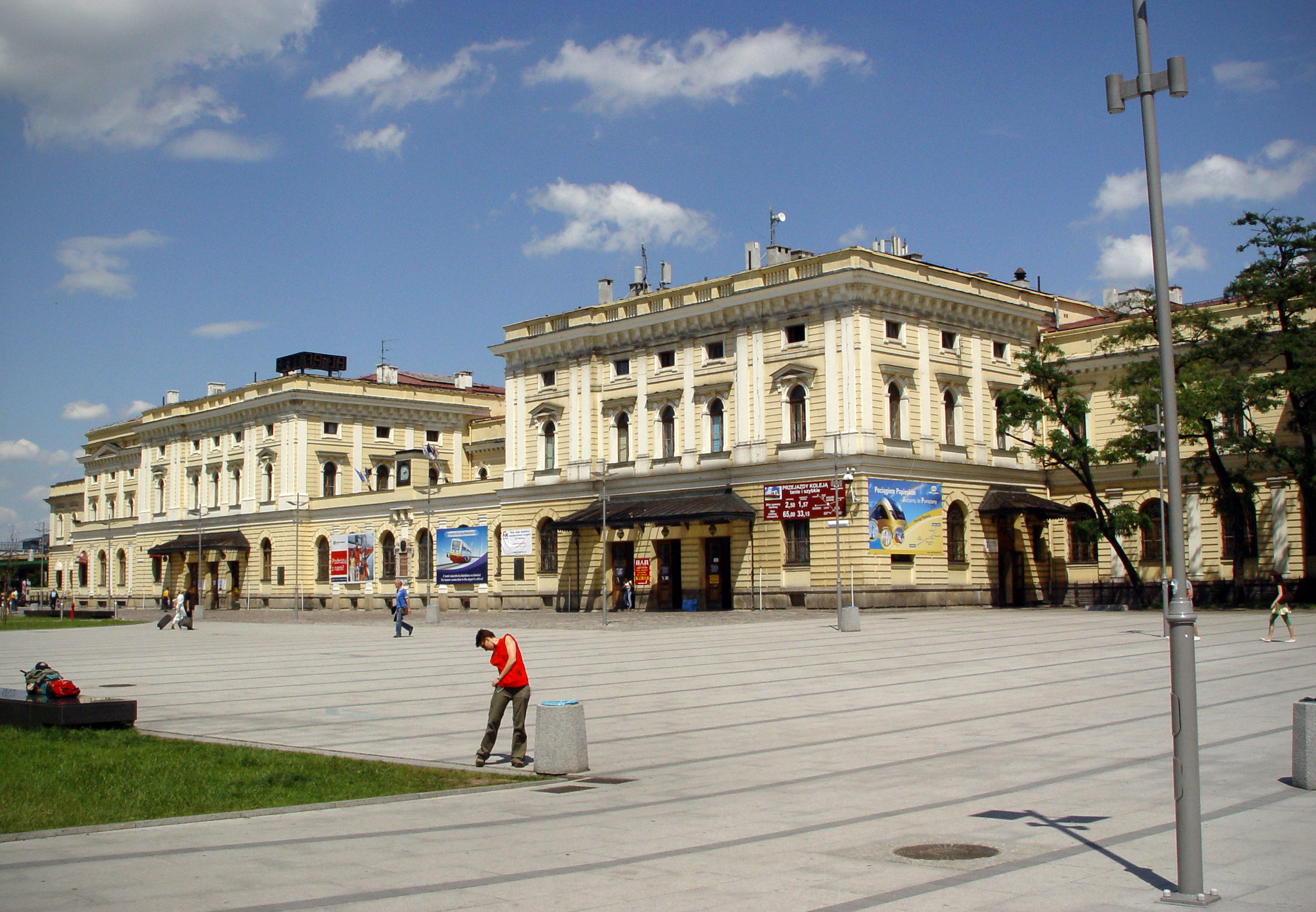
A krakkói Főpályaudvar korábbi főépülete (2014-ig)

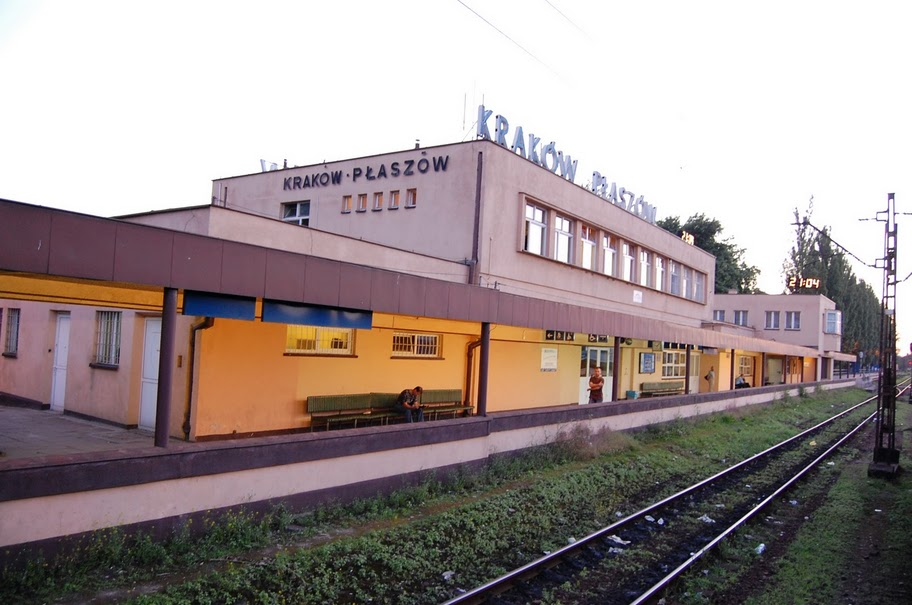
Kraków Płaszów

1847-ben indították a krakkó–felsősziléziai vasutat, ami összekapcsolta Krakkót Béccsel a Varsói–Bécsi vonalon keresztül meg Berlinnel Wrocławon keresztül. Ugyanabban az évben építették meg a pályaudvart is, amely máig ott áll. 1856-ban kiépítették a Dziedzice–Oświęcim–Chrzanów–Trzebinia vonalszakaszt a porosz–osztrák határ mentén, de már az osztrák oldalon. Ez összekapcsolta Krakkót és Bécset anélkül, hogy Poroszországon keresztül kellett volna átutazni. 1856-ban megnyitották a vasutat keletre is, előbb Dębicába (Tarnów és Rzeszów között), azután Przemyślbe (1860) és Lvivbe (1861). Ez kikényszerítette a krakkói pályaudvar átépítését, ennek köszönhető az épület mai alakja. 1884-ben kiépítették azt a szakaszt, ami összekapcsolja Krakkót Sucha Beskidzkával, ami az ún. transzverzális vasútvonalon fekszik (Żywiec – Sucha Beskidzka – Chabówka – Újszandec – Jasło – Sanok – Lviv – Stanisławów). A szakasz kezdete Podgórzében volt, itt a mai Kraków-Płaszów pályaudvar elődjét építették meg, ez a második krakkói pályaudvar tekintettel nagyságára és fontosságára. Az 1899-ben a Chabówkától kiépített szakasz lehetővé tette Krakkó és az egyre népszerűbb Zakopane közötti közlekedést.
A kelet felé vezető vasút építésével kapcsolatban a két visztulai oldalágon két hidat kellett építeni – Kazimierz és Wawel között (északi híd) meg Kazimierz és Podgórze között (déli híd). Az északi híd kezdetben fahíd volt; 1863-ban helyesítették ezt kőpillérekre támaszkodó téglahíddal, melyet Grzegórzki vasúti hídnak hívnak. Amikor 1880-ban betemették a Visztula északi oldalágát (az Öreg-Visztulát), a hídból viadukt lett. Máig létezik, határolja a Dietl és Grzegórzecka utcákat. 98 m hosszú, 12 m széles, 7 m magas és öt nyílása van.
A déli híd kezdetben szintén volt fából épült. 1864-ben acélhíddal helyesítették. 1945 januárjában lerombolta a visszavonuló német hadsereg, 1948-ban újjáépítették a szovjet katonák. 212 m hosszú, hatnyílású, tömör szerkezetű híd, melyben mindegyik vágány alatt külön szerkezet van.
1888-ban megnyitottak egy nyolckilométeres körgyűrű vasutat ott, ahol most a Három Jósok útja vezet. A vasút a Visztulát a mai Dębniki-híd helyén lépte át. A Krakkói Erődrendszer földgátján épült meg. A vasútnál csak egy állomást építettek, a Kraków-Zwierzyniec nevűt. A vasutat 1911. január 1-jén felszámolták, a hidat közúti híddá építették át, a vasút helyén pedig  kialakítottak egy előkelő fasort.
1934 novemberében megnyitották a közvetlen vasúti kapcsolatot Varsóval. Addig a vonatoknak a Varsó–Bécs útvonalon kellett járniuk. Az utazóknak más lehetőségük is volt. Országúton elutaztak a Katowice-Kielce-Olkusz vasútig, ott a Tunel állomásig.
Krakkóban két körgyűrű vasút van. Az elsőt (a „kicsit”) németek építették ki 1942-ben, hogy a sziléziai szenet szállító tehervonatok elkerüljék a főpályaudvart. Ez az Óváros-kerület keleti határánál fut. A második pedig ( a „nagy” körgyűrű) már az 1950-es években megépült, Nowa Huta építésével kapcsolatban. A mai északi és keleti városhatár mentén vezet, a célja a szén szállítása volt Sziléziából a Lenin-kohóba. Személyvonatok is jártak ezen a vonalon 2000-ig.
A két legfontosabb krakkói vasúti pályaudvar:
- Kraków Główny (Főpályaudvar) – a város középpontjában található, kb. 10 perc sétára Piactértől északkeletre. A Krakkó Közlekedési Központ részeként szomszédos a Regionális Autóbusz Pályaudvarral (Regionalny Dworzec Autobusowy) és a krakkói gyorsvillamos földalatti állomásával. A motorkocsi a Balice-repülőtérre is innen indul. A főpályaudvar 1847-ben épült ki, azután átépült az új vasúti vonalak építésével kapcsolatban. A pályaudvar a kis-lengyelországi vajdasággal való közlekedést szolgálja ki (Katowice, Kielce és Tarnów felé), de sok járat indul Lengyelország különböző vidékeire és Európa más államaiba is. 2014 februárjától a vasút utasokat kiszolgáló központja (Hala Dworca) a vágányok alatti részre költözött.
- Kraków Płaszów – Podgórze keleti részében található. Ez az állomás fontos, mert itt az Észak- és Nyugat-Lengyelországról Zakopáne felé menő vonatok megváltoztatják az útirányt, azért a mozdonyaikat át kell helyezni a vonat korábbi végéhez csatolni . 1884-ben épült, kezdetben a Podgórze nevet viselte. Mivel 1915-ben Podgórzét Krakkóhoz csatolták, a pályaudvar nevét is meg kellett változtatni 1924-ben. Sajnos, a pályaudvar akkori, eredeti épületét szétbontották és 1967-ben egy stílustalan épülettel helyesítették. A távolsági vonatokon kívül a pályaudvar azokat a kis-lengyelországi vajdasággal való járatokat szolgálja, amelyek összekapcsolják Krakkót Zakopánéval és Oświęcimmel.

Vasúti kapcsolatokat a krakkói agglomeráción belül motorkocsikkal és többrészes villamos motorvonatokkal oldják meg. E vonalak Krzeszowicébe, Trzebiniába, Wieliczkába, Skawinába és a krakkói repülőtérre vezetnek. A helyiérdekű vasút alternatívát képez a gyakran beduguló közutakhoz képest. A vasúton kaphatók a krakkói agglomeráción belül érvényes, többszörös használatú átmeneti zónajegyek is, hasonlóan a tömegközlekedési jegyekhez.

## Tömegközlekedés
A tömegközlekedést autóbuszok, villamosok (a krakkói gyorsvillamossal együtt) és helyiérdekű vonatok bonyolítják. Az autóbuszokat és villamosokat a Városi Közlekedési Vállalat (MPK) működteti. Ez szállításokon kívül, jegyekkel (nyomás, eladás, ellenőrzés), az útvonalakkal, a menetrenddel meg a járművek és vágányok karbantartásával is foglalkozik.

### Villamosok
Krakkóban 28 villamosvonal van: 24 rendszeres, egy turisztikai, egy segítő (vasárnaponként és ünnepnapokon jár), valamint két gyorsvillamos vonalai.

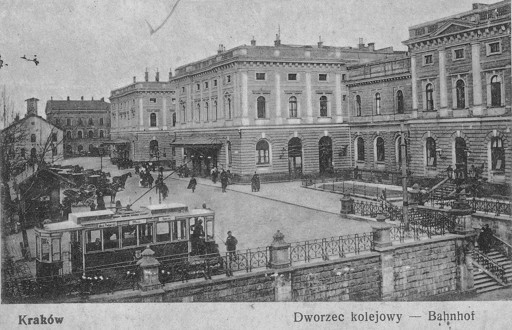
Keskenyvágányú SW1 villamos Főpályaudvarnál I. világháború idejében

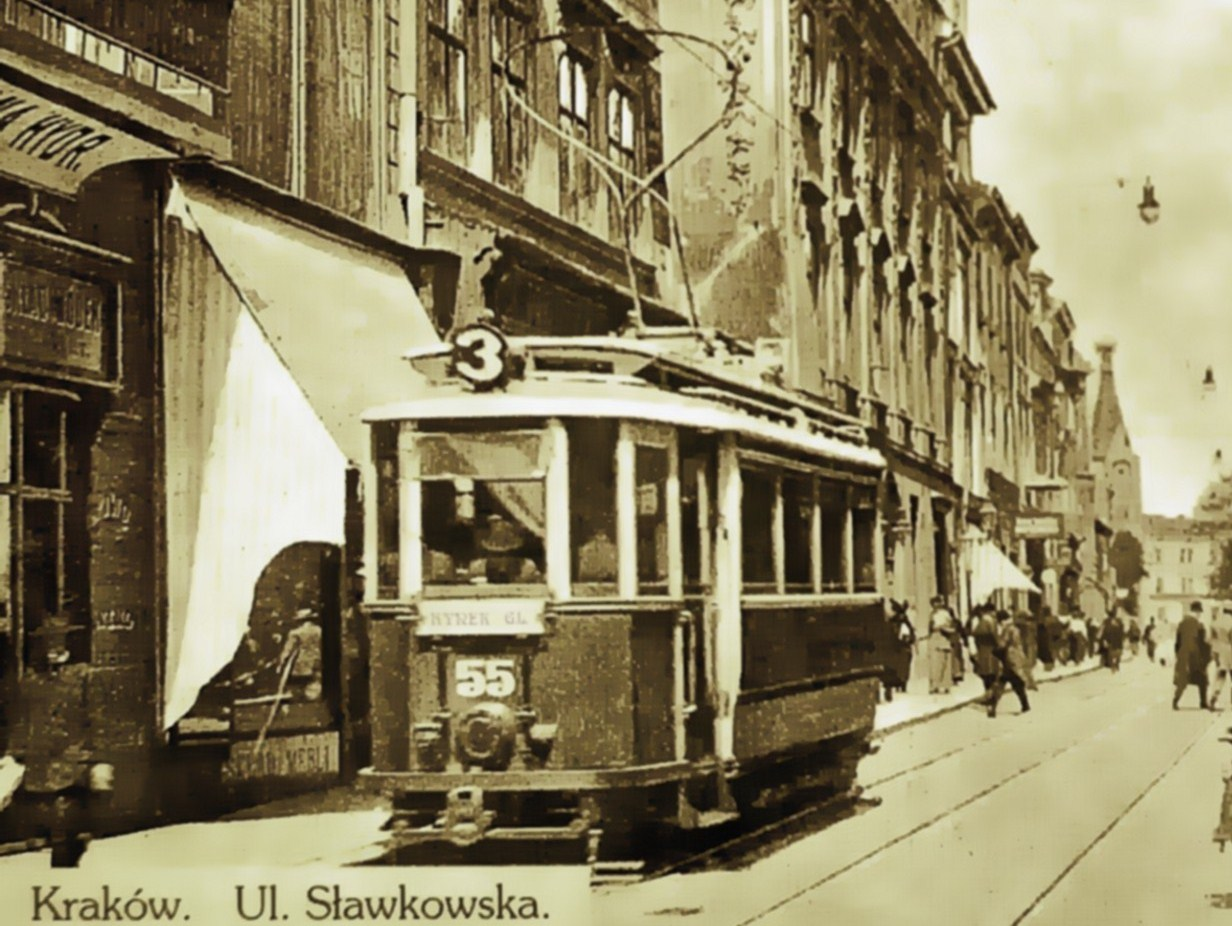
Sanok SN1 típusú villamos Krakkóban, 1914

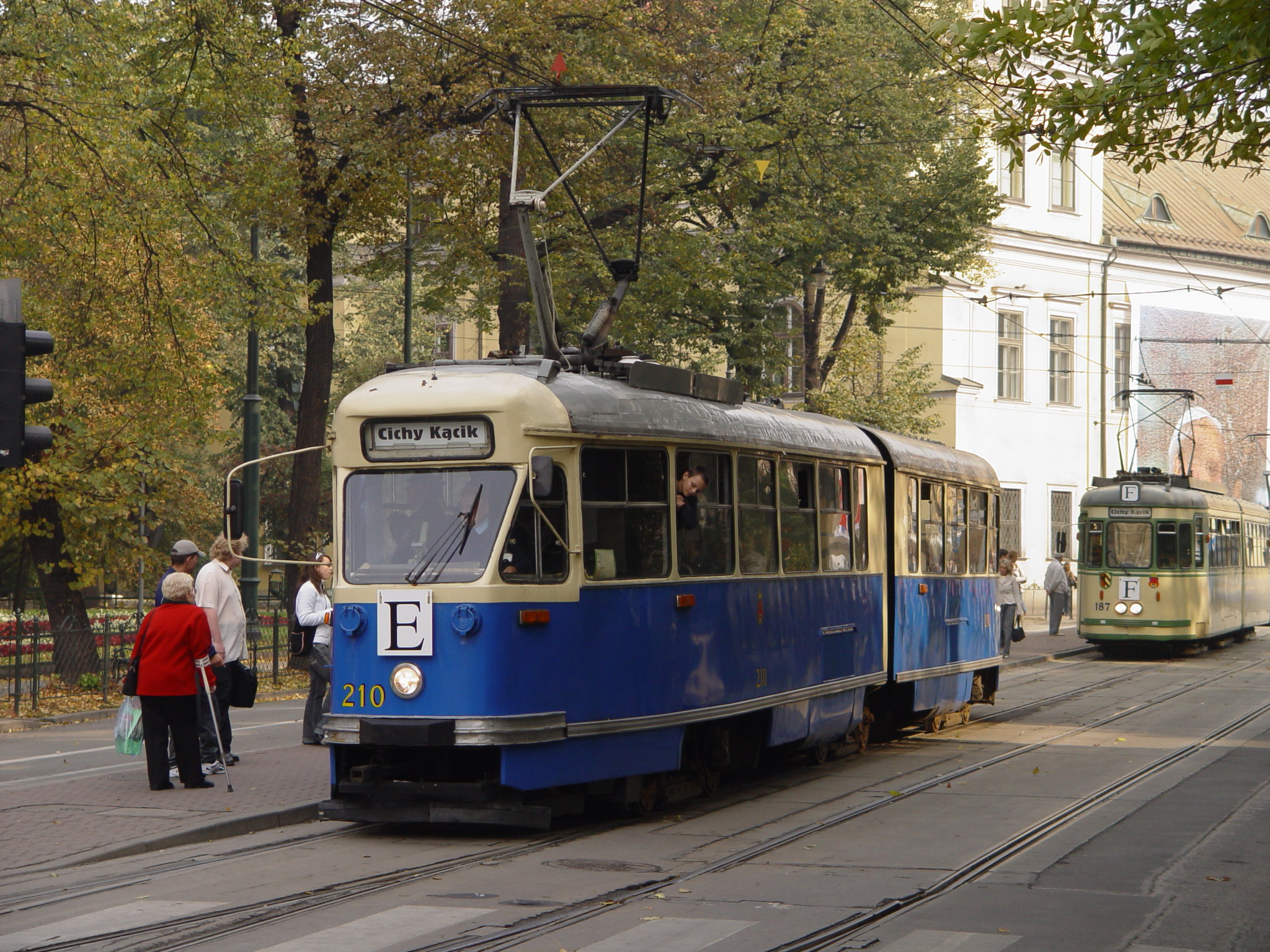
102Na típusú villamos a chorzówi Konstalból

#### Története
Az első lóvasút 1882 októberében indult Krakkóban. A vonal keskenyvágányú volt (900 mm nyomtávolságú), 2,8 km hosszú, a Főpályaudvartól a Piactéren keresztül a Podgórze-hídig vezetett. 1888-ban kiépült az első kocsiszín (Kazimierzben, a Szent Lőrinc utcában), 1896-ban pedig megindult a második vonal.
1900-ban megalakult a Krakkói Villamostársaság, mint a krakkói villamosvonalakat üzemeltető vállalat. 1901. március 16-án átadták használatra az első keskenyvágányú villamosvonalat. A vonalat 17 új, Sanokban gyártott kocsi (SN1) meg régi lóvasúti vagonokból átépített pótkocsik szolgálták ki.
1910-ben elkezdődött az első normál nyomtávolságú (1435 mm) vonal meg egy új kocsiszín építése. A vonal 1913 januárjában indult , az Óváros déli részén keresztül a Krakus-hídig vezetett. 1913-ban a normál nyomtávolságú kocsiparkban 25 motorvagonból állt, a keskenyvágányú 30-ból. 1917 februárjában a villamos eljutott Podgórzéig.
Az osztrák megszálláskor a villamosok bal oldali forgalmúak voltak, 1925-től jobb oldalivá lett.
1928-ban Krakowska Miejska Kolej Elektryczna S.A. nevű részvénytársaság (Krakkói Városi Villamosvasút Rt.) átvette a felügyeletet a villamosok fölött. 1930-ban a villamosvonalak hálózata 17,8 km hosszú volt. Azonban a világválság azt hozta, hogy a kocsik száma túl nagy lett és különben nem volt pénz új kocsikra. Ezért a motor- és pótkocsikat önállóan gyártották a részvénytársaság műhelyeiben. A Krakkóban gyártott új villamos prototípusa aranyérmet nyert a Közlekedési és Turisztikai Nemzetközi Kiállításon Poznańban (1930). 1939-ben Krakkóban 9 villamosvonal működött, amit 87 motorkocsi és 24 pótkocsi szolgált ki.
A német megszálláskor a villamos maradt az egyetlen közlekedési eszköz Krakkóban. Az autóbuszokat a németek lefoglalták. A villamosok fele is csak a németeknek volt fenntartva („Nur für Deutsche” feliratokkal jártak). 1940-ben a németek beindítottak két új villamosvonalat, azután hoztak 38 elég lepusztult vagont Nürnbergből.

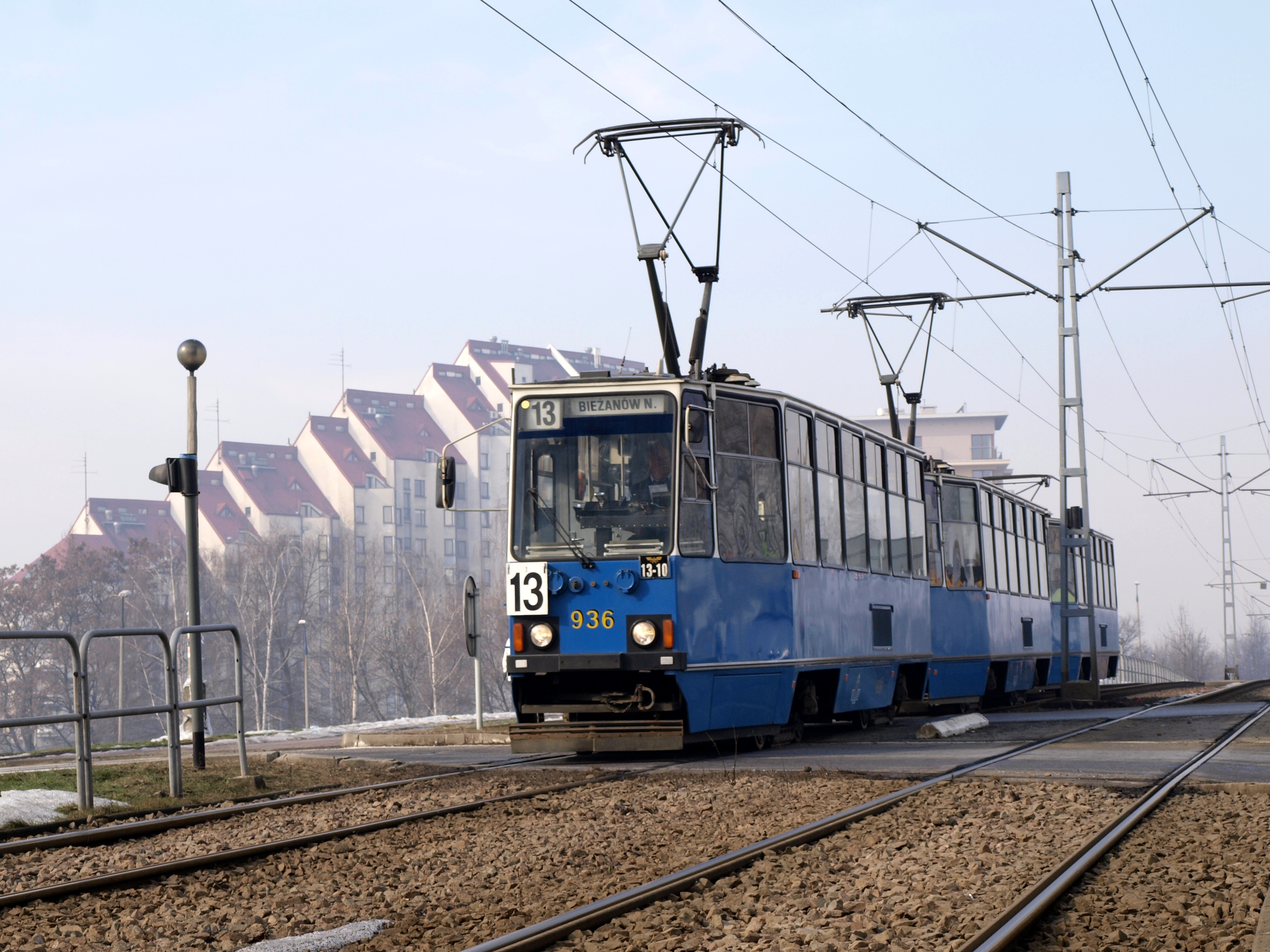
105Na

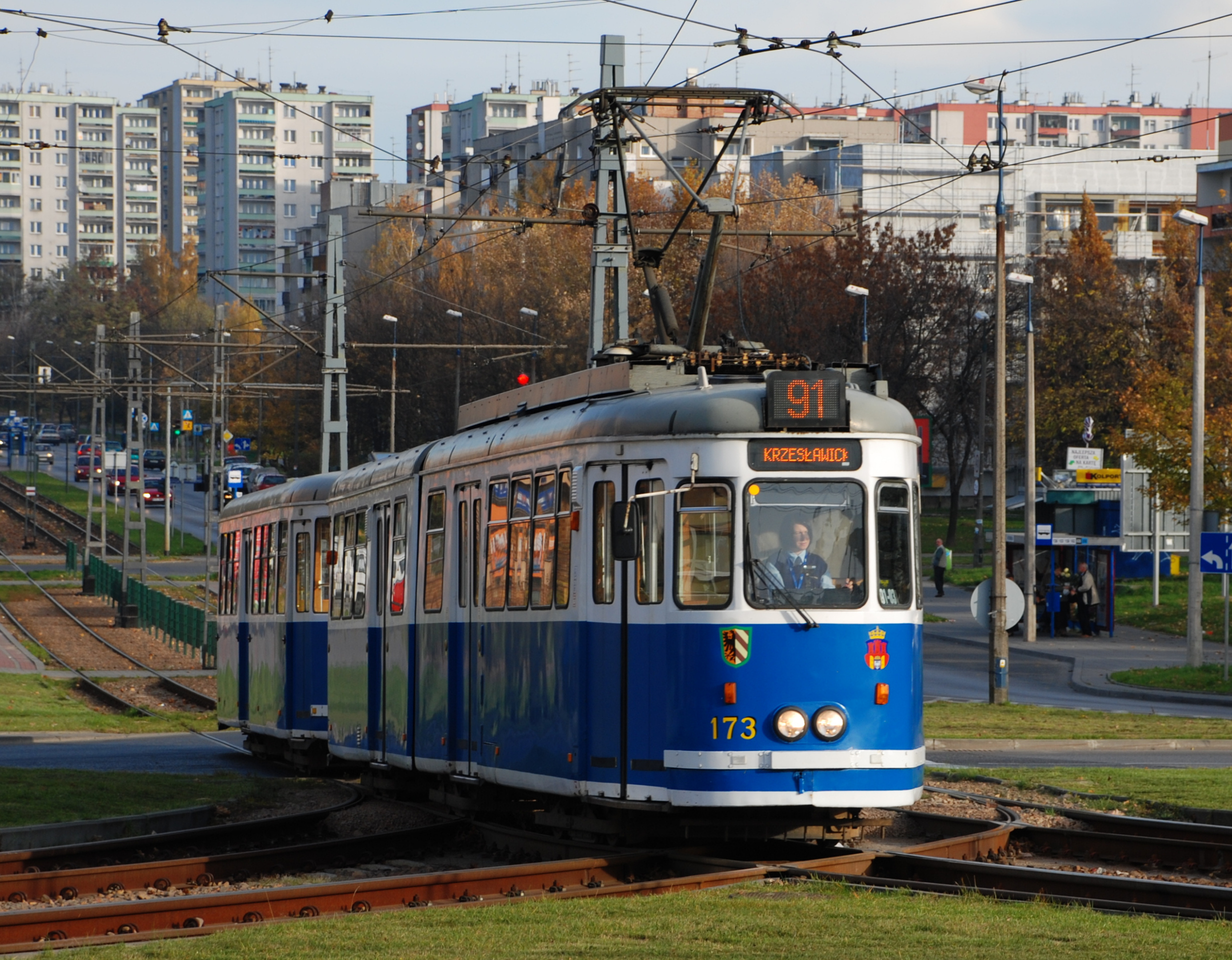
MAN GT6

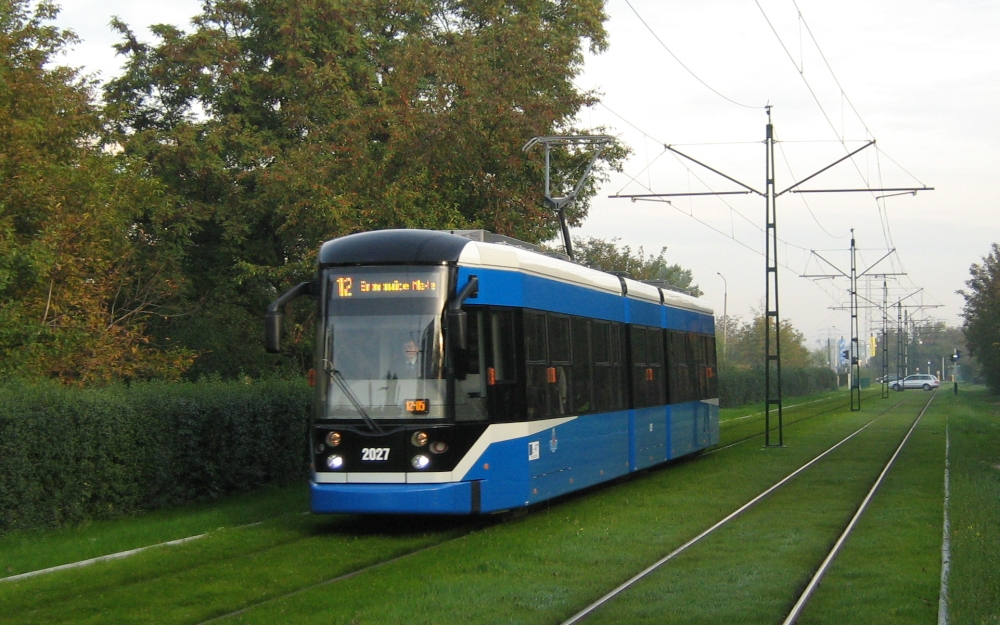
Bombardier NGT6

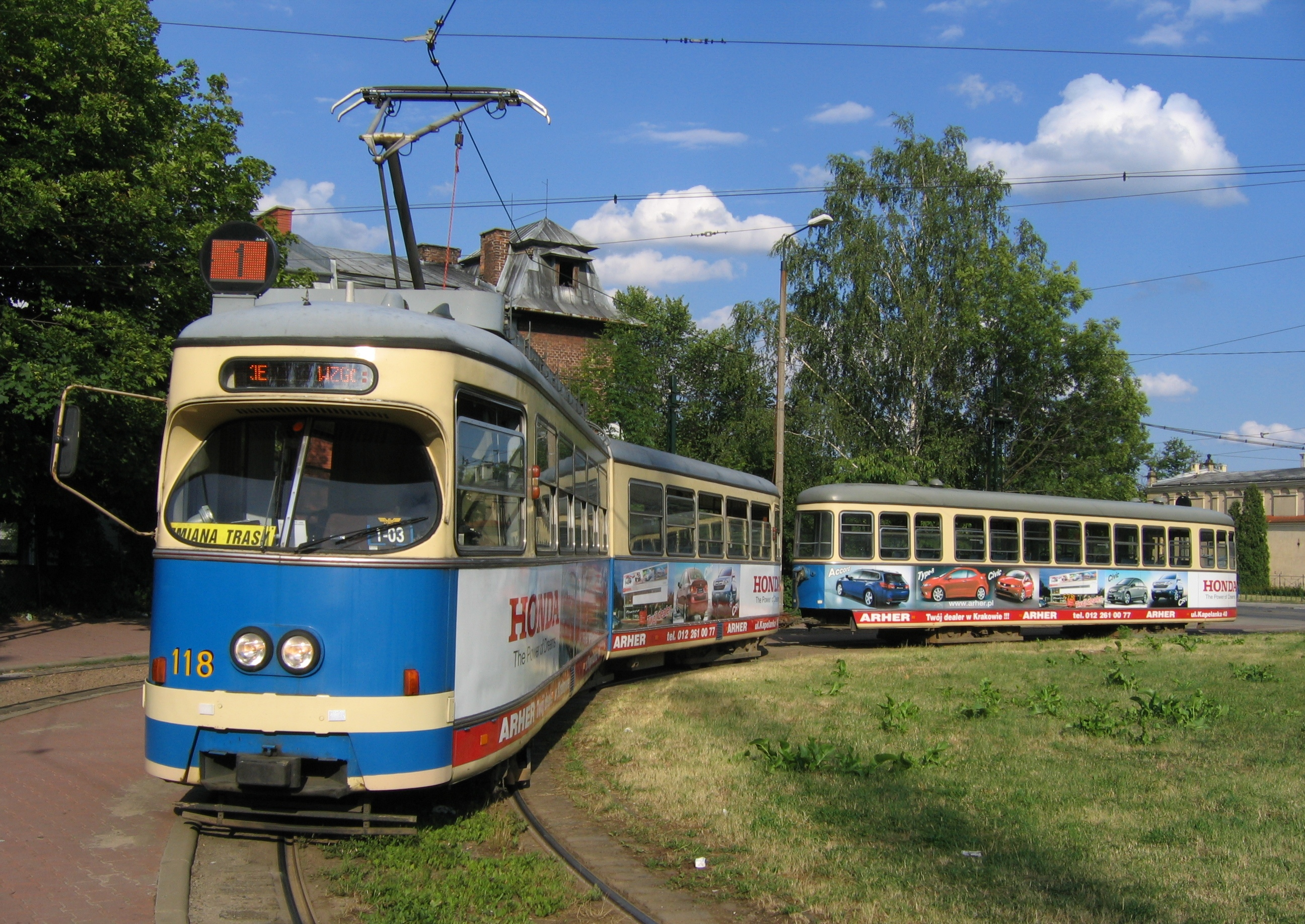
E1

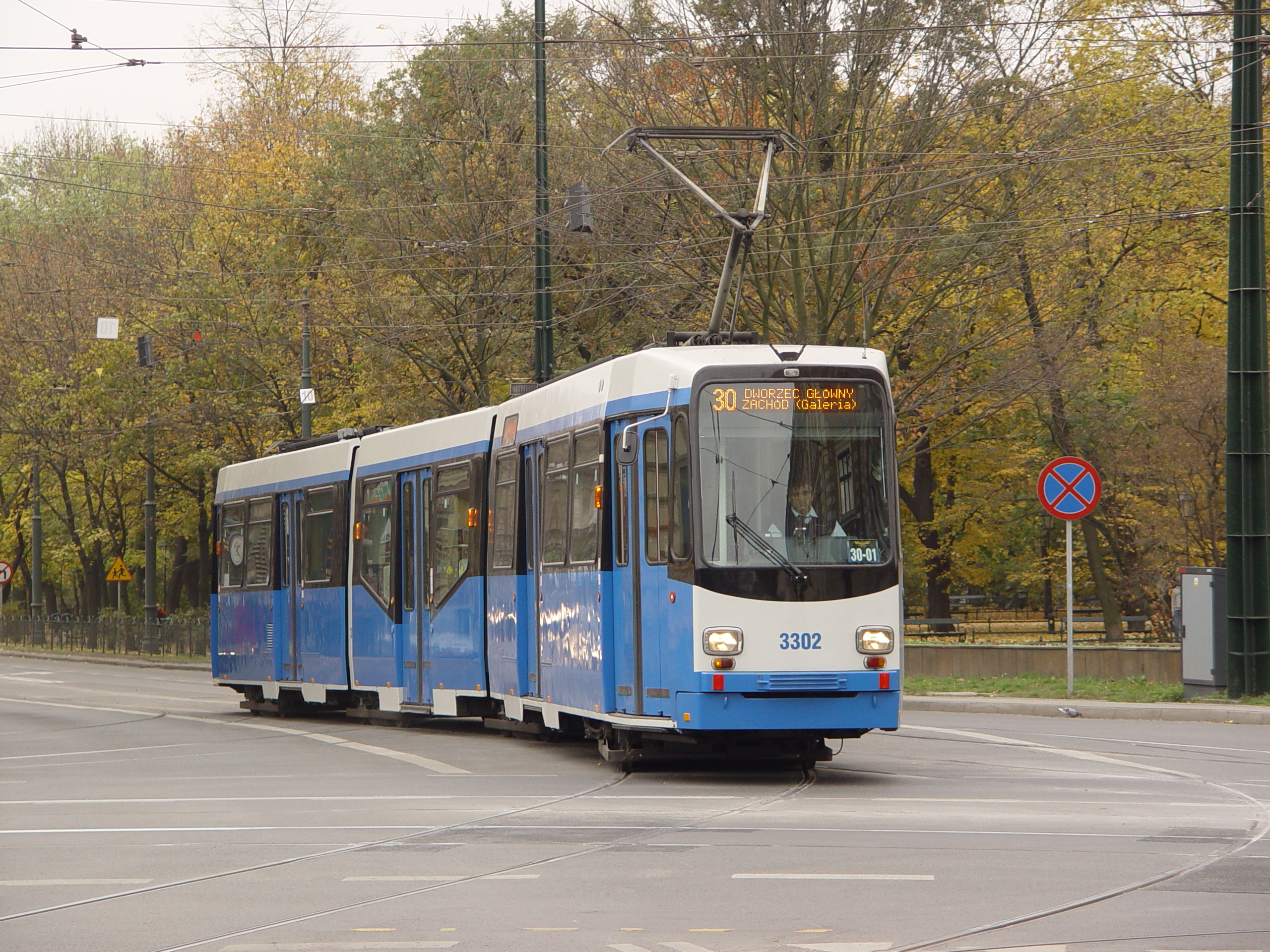
MAN N8S-NF

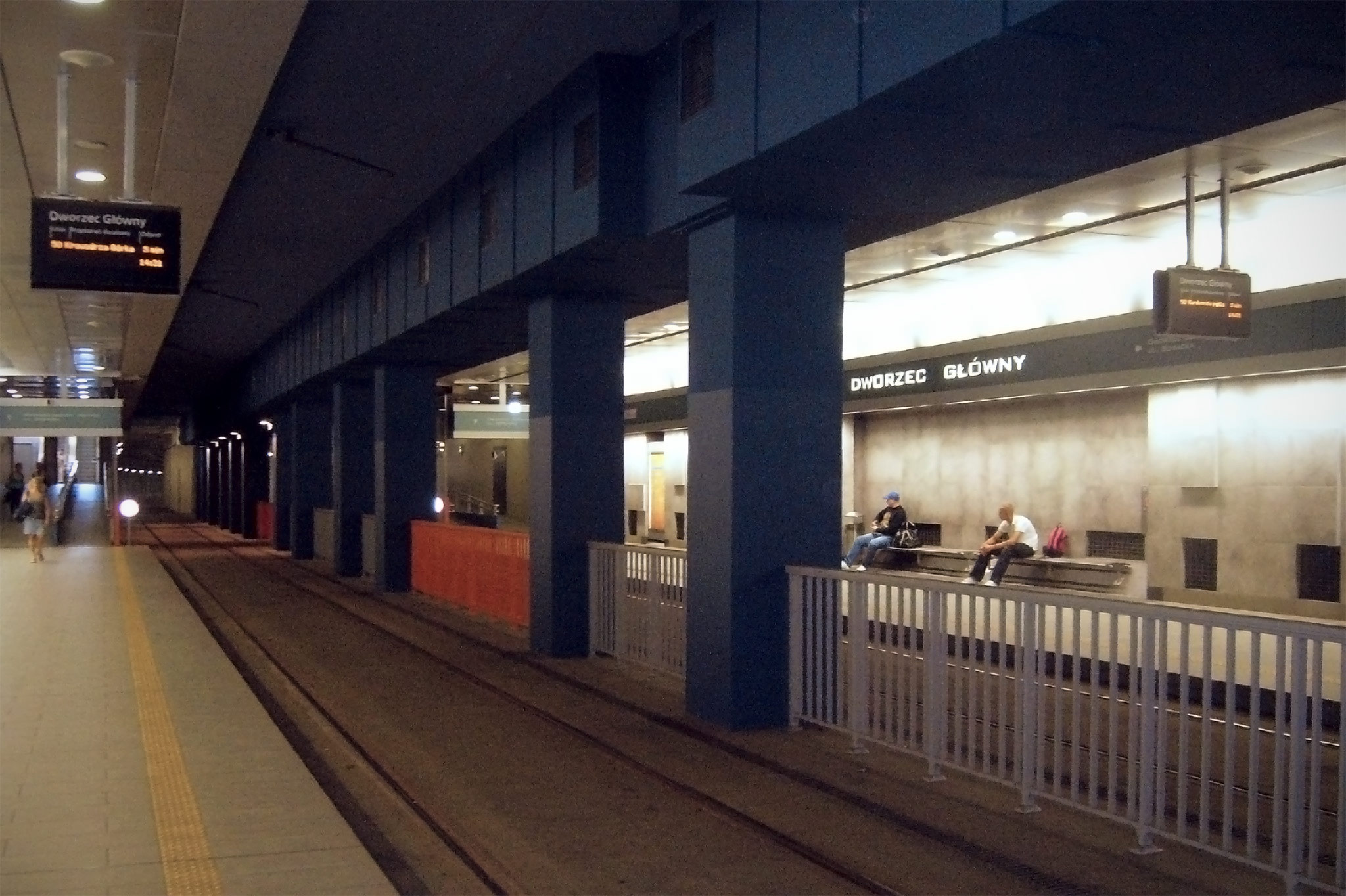
Krakkói gyorsvillamos alagútja a „Főpályaudvari alagút” állomáson

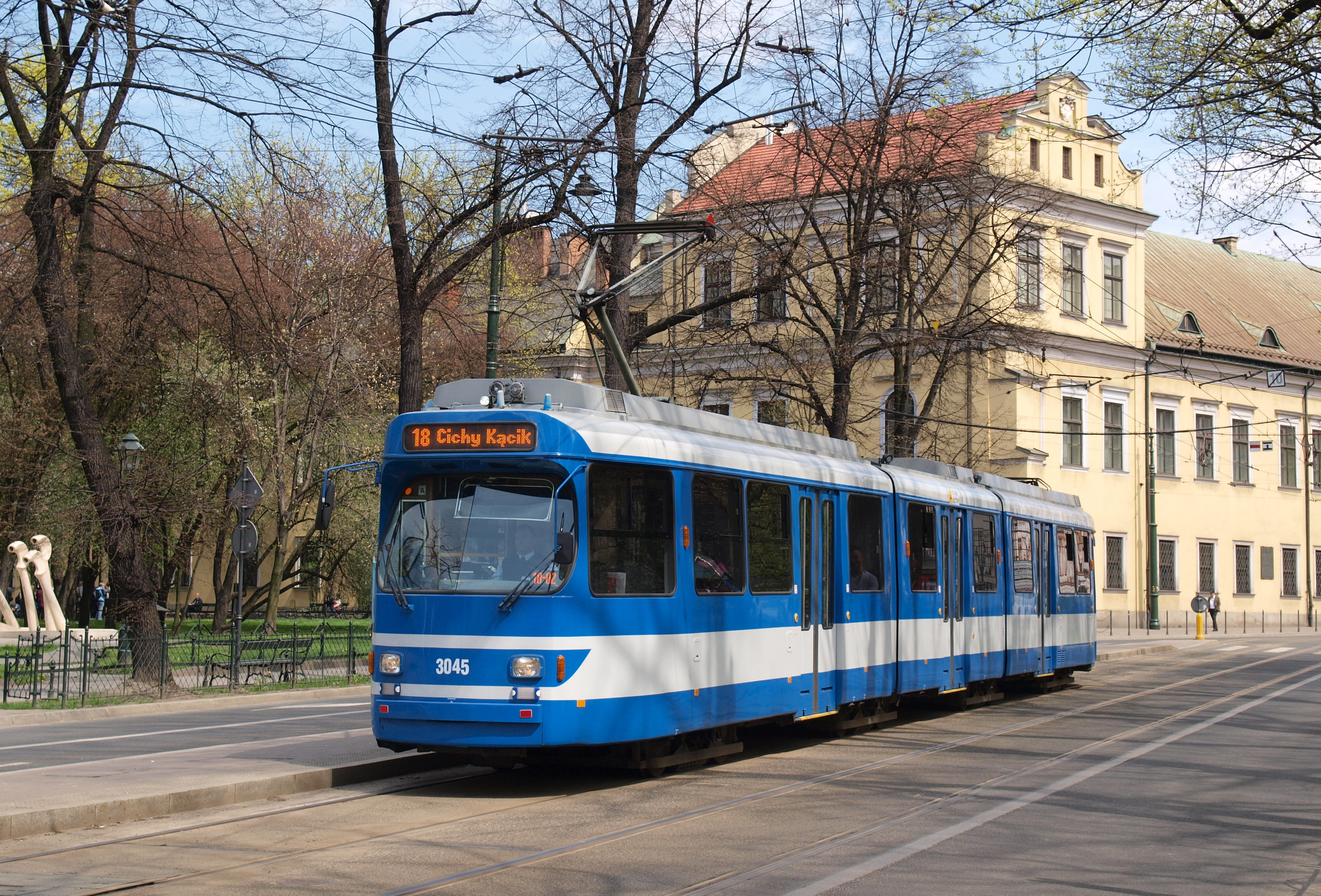
Düwag GT8S

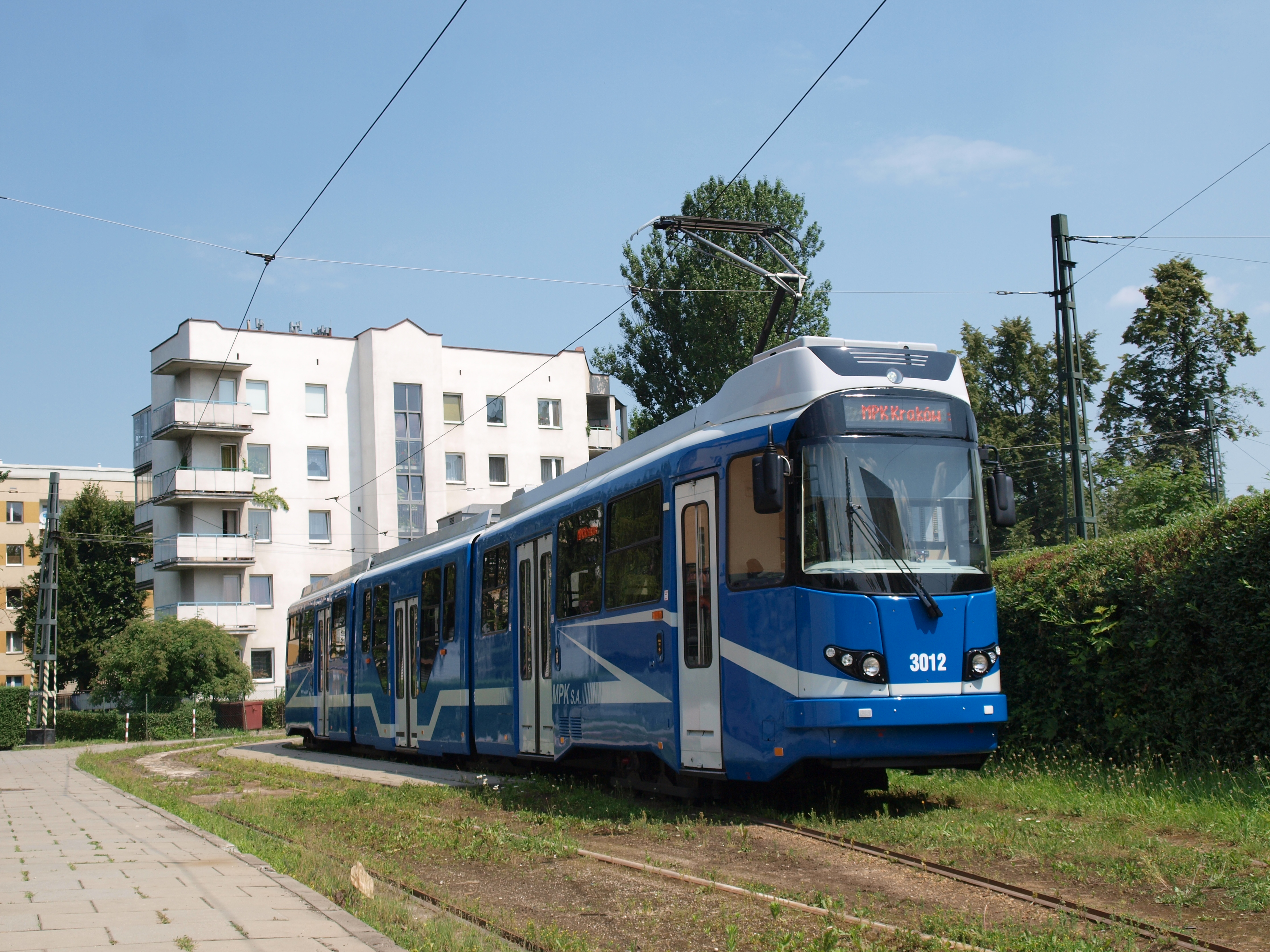
EU8N

A II. világháború végéig Krakkóban 100 motorkocsi és 50 pótkocsi járt. Az első háború után épült vonal 1945 februárjában indult meg újra (keskenyvágányú volt). Ez év végéig helyreállították a hálózat működését a Visztula északi partján. 1946–47 közt újjáépítettek két hidat, rajtuk villamosvágánnyal. Így helyreállították a villamosközlekedés régi hálózatát. 1949-ben a Városi Villamos Vasút megkapta az első vagonokat a Chorzówi vagongyártól, 1951-ben pedig a részvénytársaság Városi Közlekedési Üzemmé (Miejskie Zakłady Komunikacyjne, MZK) változott.
1952 novemberében megindult az első vonal Nowa Hutába (pontosabban, a Lenin-kohóig, ez az 5-ös vonal és máig jár). A Piactérről kivonták a villamosokat, felszámolták az utolsó keskenyvágányú vonalat is. A villamoshálózat fejlesztése a következő években főként Nowa Hutára vonatkozott. Az egész városban 340 kocsi járt.
1969-ben csuklós villamosok kezdtek járni Krakkóban (102N/102Na típusú, Chorzówban gyártva). Ebben az időben megindultak új vonalak a német megszálláskor a városhoz csatolt kerületekbe (Bieżanów, Łagiewniki, Mistrzejowice, Bronowice).
1975-ben Krakkóba 105N típusú modern kocsikat hoztak be, 1989-ben ismét használt kocsikat Nürnbergből. Összesen 540 kocsi járt akkor a városban. 1999-ben NGT6 típusú, modern, alacsony padlószintű, Bautzenben gyártott villamosokat vettek üzembe. Ezek azon az új vonalon járnak, melyet 2000 októberében hoztak létre Kurdwanów (Podgórze Duchackie felé.
A krakkói villamosok színei kezdettől összekapcsolódtak a város színeivel. Az alapszín 1941-ig kék volt (a Németországból behozott kocsik zöld- és krémszínűek voltak). 1949-ben bevezették a városi tömegközlekedésben a kötelező piros színt, viszont épp Krakkó volt az első olyan város, ahol (1962-től) elkezdték átfesteni a villamosokat a városi színére (Krakkóban kékre). 1989-ben megint megjelentek az a krémszínű villamosok, ezek Nürnbergből származtak. Sajnos hamarosan majdnem minden villamost színes reklámok fedtek be.

#### Krakkói gyorsvillamos
2008-ban Krakkó megnyitotta a gyorsvillamos alagútját. A gyorsvillamos abban különbözik a szokásostól, hogy közlekedési sebességének meg kell haladnia a 25 km/h-s sebességet az állásidőket is beszámítva. Ez többszintű vágánykereszteződéseket követel meg és elsőbbséget az útkereszteződésekben. A gyorsvillamos vonala 14 km hosszú, maga az alagút pedig 1,5 km. Az alagútban két állomás van. A Krakkói gyorsvillamost a kanadai Bombardier meg a német MAN N8S vagonok szolgálják ki.

#### Kocsipark
- Konstal 105Na – 156 vagon, a chorzówi Konstalban gyártották az 1979-92-es években. 13,5 m hosszúak, hosszabb vonatba csatolhatóak. Krakkóban két és három vagonból álló vonatok járnak (némelyek egy vagonosak), bár elméletileg öt vagonig terjedhetnek a vonatok.
- MAN GT6 – 13 csuklós villamos. Különféle német városok számára gyártották őket 1962–66 közt. Krakkó vett GT6 tipusú vagonokat is Nürnbergből 1994-2004 közt, melyeket mostanában fokozatosan kivonnak az üzemeltetésből.
- Bombardier NGT6 – 50 csuklós villamos, melyeket a Bombardier Transportation kanadai konszern gyártott. Ez alacsony padlószintű, 26 m hosszú. Ezek a 2000-től behozott villamosok a krakkói gyorsvillamos vonalán járnak.
- E1 – 73 vagon. 1966-76 években eredetileg Bécs számára gyártották őket Ausztriában. Krakkóba 2003-ban jöttek be.
- MAN N8S-NF – 12 csuklós, hattengelyes villamos. 1976-77 közt gyártották ezeket. Krakkóba 2006-ban hozták be őket. Kétirányúak, ezért nem kell ezeknek hurok alakú végállomás. Így főként a Pawia utcában járnak (a főpályaudvarnál), itt nincs hurok alakú végállomás. Ezek járnak a gyorsvillamos vonalán is.
- Düwag GT8S – 22 csuklós villamos. 1973-75 közt gyártották ezeket Düsseldorf számára az ottani gyárban. Krakkóba 2009-ben jöttek be.
- Rotax/MPK EU8N – 17 csuklós villamos. A krakkói kocsiszínekben szerelték össze őket 2008-ban vásárolt E6 és C6 típusú bécsi metróvonatokból.

### Autóbuszok
Krakkóban létezik:
- 135 nappali vonal: 71 városi, 59 helyközi (az agglomeráción belüli), 4 gyors (1 az agglomeráción belül),
- 10 éjszakai vonal: 9 városi, 1 az agglomeráción belüli,
- 5 pótvonal, hasonló útvonallal, mint a megfelelő rendszeres vonal (pl. 151 és 451). Néha csak egy irányban (megterheltebb forgalmú napokon), néha pedig csak munkanaponként közlekednek.

Négy vonalat egy Mobilis nevű cég szolgál ki.

#### Története

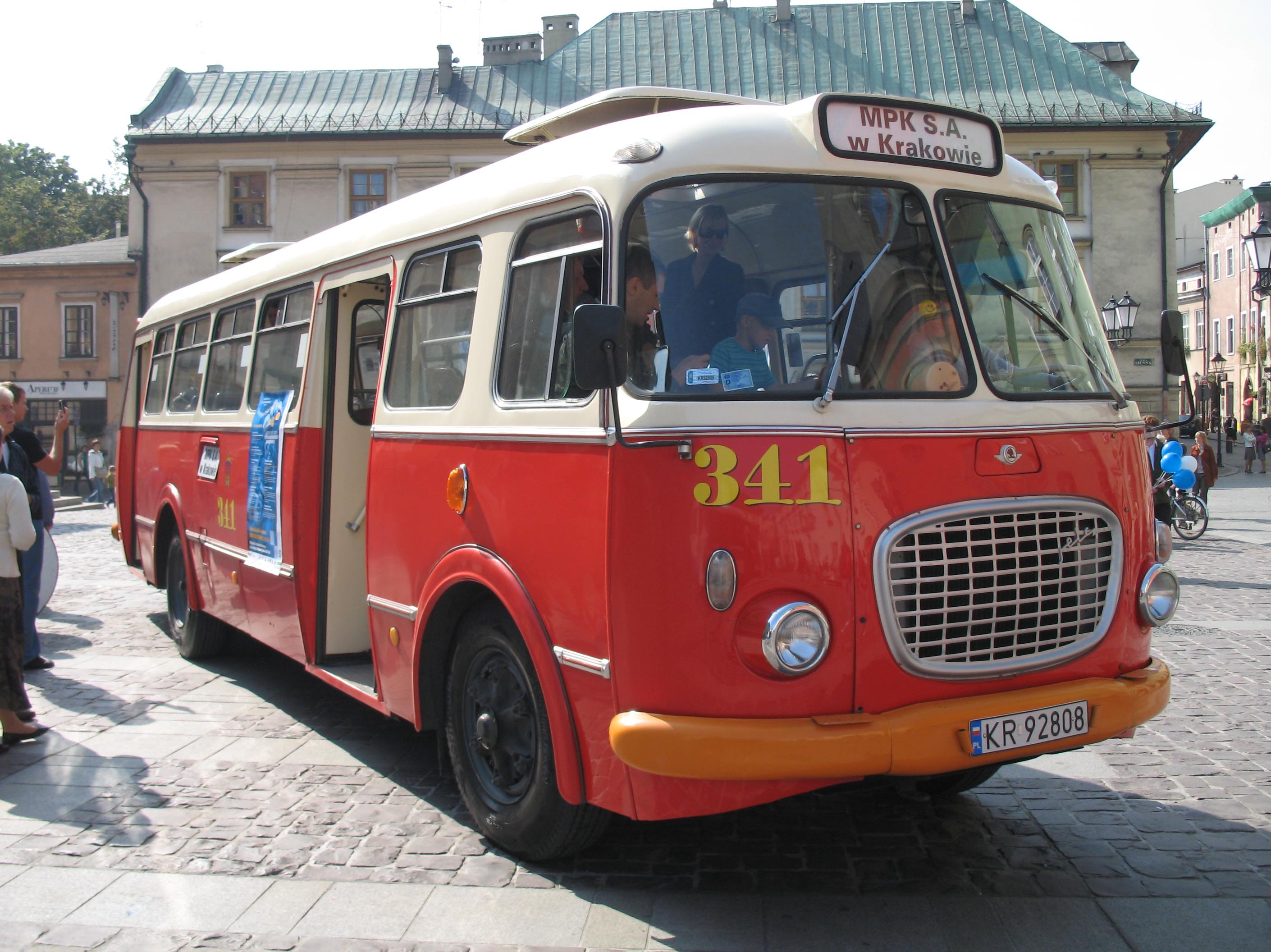
Jelcz 272 („Uborka”)

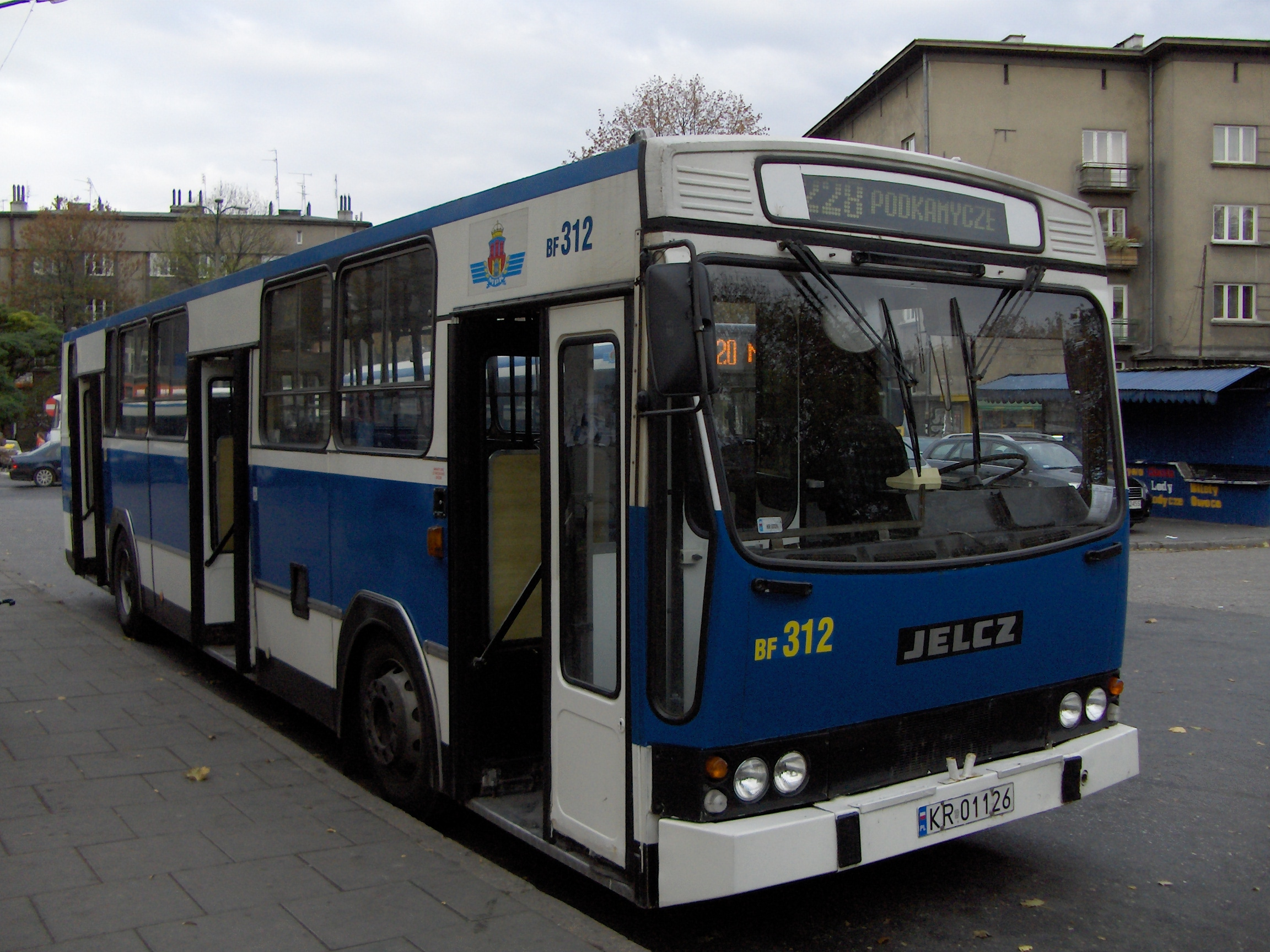
Jelcz 120M

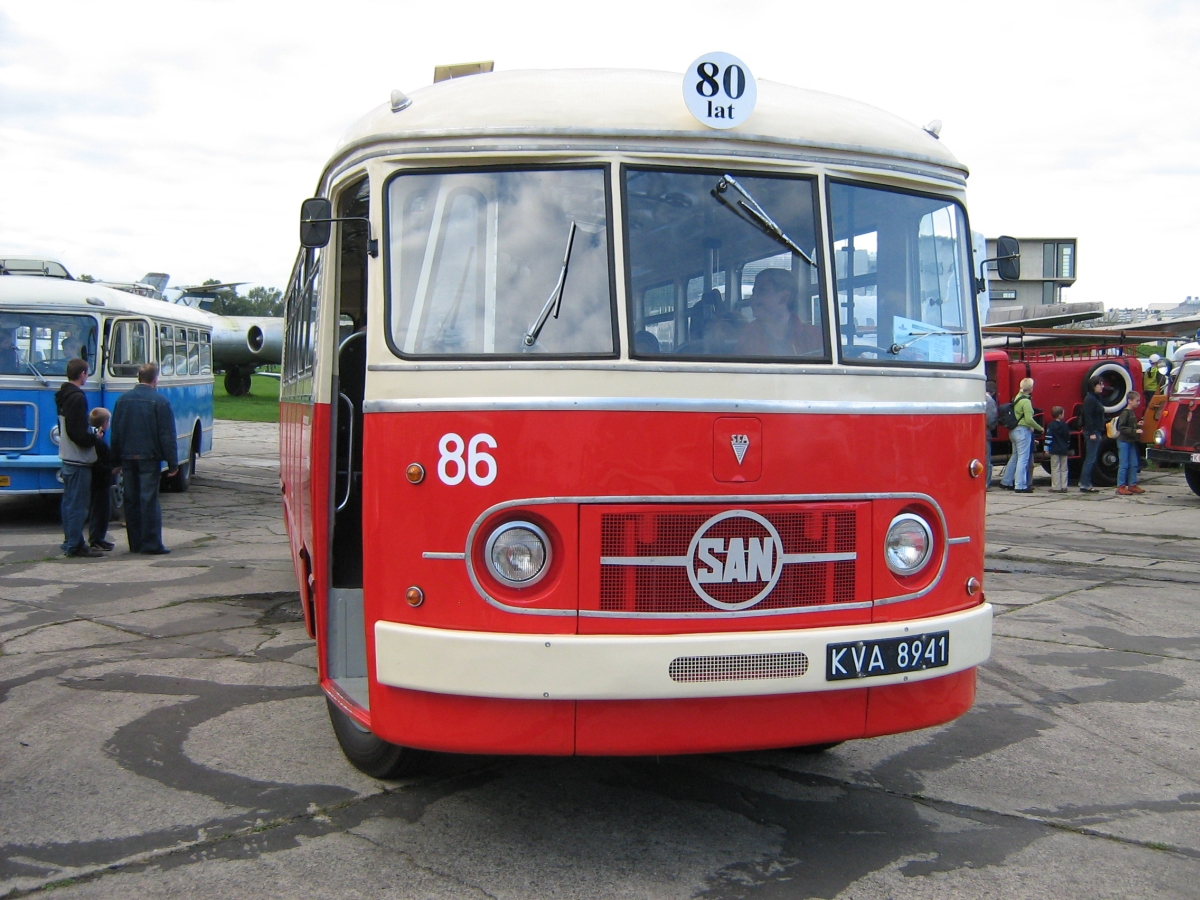
San H01B (valószínűleg az egyetlen létező példány)

A város 1923-ban vásárolta az első autóbuszt (Benz Gaggenau márkájú volt). 26-személyes volt, fedett sofőrkabinnal, küllős- fa kerékkel, 4-hengeres benzin motorral. Legmagasabb sebessége 35 km/h volt, vasárnaponként és ünnepnaponként járt Salwatorból Wola Justowskába. 1927-ben indultak be a reguláris járatok a Krakkói Villamos Társaság igazgatója kezdeményezésére a létező villamosvonalakat kiegészítendő meg a helyközi, turisztikai és szezonális vonalakat kiszolgálva. Az első autóbuszok a Piactértől Prądnik Czerwonyba meg Podgórzétól Borek Fałęckibe és Prokocimba jártak. Volt 6 Chevrolet-autóbusz (16-személyes, 4-hengeres, benzinmotoros). A következő években a társaság további vonalakat indított, de kezdetben mellőzte a szerencsétlennek tartott 13-as számot (csak 1930-ban szűnt ez az állapot meg).
1931-ben Krakkóban 16 vonal volt 52 autóbusszal. Fokozatosan újabb gyártmányokat vettek üzemeltetésbe: Federal A-6, Durant L és Durant 401 (16- és 26-személyesek, krakkói karosszériával). A világválsággal és utazóközönség csökkenésével felszámoltak némely vonalat.
Kezdetben a kocsiszín szerepét egy a Karmelicka utcán álló, bérelt terület játszotta. 1928-ban kiépült az első garázs a Gazowa utcán, műhellyel és autómosóval, azután a második, a Szent Lőrinc utcában (Kazimierzben, a villamos kocsiszínnél), saját benzinkúttal.
1939. szeptember 3-ától az autóbusz-közlekedés nem működött: a kocsiparkot eleinte a lengyel hadsereg, azután a németek lefoglalták. A megszálláskor csak két vonal volt és csak a német lakosság számára. 1945-ben a németek elhurcoltak Krakkóból minden autóbuszt, csak egyet hagyva, mert az éppen javításban volt. Ezzel május 5-én megindulhatott az első háború utáni autóbuszvonal Łagiewnikiból Swoszowicébe.
Kocsiszínként a Rzemieślnicza utcán álló, a háború során kiépült, villamosított teret használták. A következő években a vonalakon kiselejtezett kincstári autóbuszok közlekedtek: Büssing, MAN, Magirus és GMC gyártmányúak voltak. 1950-ben a Városi Közlekedési Üzem (’’MZK’’) kapott Magyarországról 16 MÁVAG-ot, amelyeknek egy részét 1955-ben új Ikarus-okkal helyesítettek. A következő években az MZK üzemeltetésbe vett Star, San és Skoda gyártmányú autóbuszokat. Ez azután megszűnt cserealkatrészek hiánya miatt. 1962-től vásároltak lengyel Jelcz gyártmányú autóbuszokat. Ennek a cégnek a termelése 1981-ig kizárólag a krakkói autóbuszközlekedésre irányult. Az 1980-as évektől a Jelczeket Ikarus-okkal helyettesítik.
A krakkói autóbuszok színei a II. világháború előtt összekapcsolódtak a város színeivel (krémszín vagy kék). A háború után az autóbuszok pirosak voltak. 1989-ben megint visszaálltak náluk a kék színre.

#### Kocsipark
A krakkói autóbuszvonalakat a következő gyártmányok szolgálják ki:
- Városi Közlekedési Vállalat (MPK):
  - Autosan M09LE (lengyel autóbuszok Sanokból) – 7 darab, 2009-től;
  - Jelcz (lengyel autóbuszok Jelczből, egy Wrocław melletti városból): M083C Libero – 5 darab 2008-tól, M081MB – 50 darab 2005-től, M121M – 8 darab 1995-től, M121MB – 75 darab 1995-től, M121M/4 CNG – 5 darab 2006-tól, M181MB – 72 darab 1996-tól, M182MB – 1 darab 1998-tól;
  - MAN: SG 242 – 1 darab 1992-től, NG 313 – 10 darab 2001-től;
  - Mercedes-Benz O530: – 38 darab 2008-tól
  - Neoplan N4020 (Bolechówban, Poznań mellett, szerelt autóbuszok) – 4 darab 1997-től,
  - Scania: CN113ALB – 27 darab 1992-től, CN113CLL – 69 darab 1994-től, CN94UB4x2 Omni City – 14 darab 1999-től, CN94UA6x2 Omni City – 15 darab 2001-től, Castrosua N94UA6x2 – 6 darab 2006-tól (Słupskban szerelt svéd autóbuszok a Castrosuät kivéve, amelynek a karosszériáját az OmniCity alvázán Santiago de Compostelában gyártják)
  - Solaris (lengyel autóbuszok Bolechówból, ez Poznań mellett van): Urbino 12 – 103 darab 2004-től, Urbino 18 – 31 darab 2005-től
- Mobilis:
  - Irisbus Citelis 12 – 16 darab 2008-ban,
  - Solaris Urbino 18 – 10 darab 2008-ban,
  - Solbus 12 – 2 darab 2010-ben (lengyel autóbuszok Solec Kujawskiból, ez Bydgoszcz mellett van).

A krakkói autóbuszok 90%-a alacsony padlószintű.
|  |  |  |  |

|  |  |  |  |

|  |  |  |  |

## Fordítás
Ez a szócikk részben vagy egészben a következő lengyel Wikipédia-szócikkek fordításán alapul:
- pl:Autobusy w Krakowie
- pl:Kraków,
- pl:Obwodnice Krakowa,
- pl:Kalendarium historii Krakowa
- pl:Krakowska kolej obwodowa
- pl:Krakowski Szybki Tramwaj
- pl:Kraków Płaszów
- pl:Tramwaje w Krakowie

A fordítás eredetijének szerzőit az eredeti cikkek laptörténete sorolja fel.